# Bermudische Badmintonmeisterschaft 1966
Die Bermudische Badmintonmeisterschaft 1966 fand an mehreren Terminen 1965 und 1966 in Hamilton statt. Die Finalspiele wurden am 16. April 1966 ausgetragen.

## Medaillengewinner
| Disziplin    | Gold                          | Silber                        | Bronze                         |
| ------------ | ----------------------------- | ----------------------------- | ------------------------------ |
| Herreneinzel | Barry Richardson              | Eddie Kyme                    | Derek Singleton                |
| Herreneinzel | Barry Richardson              | Eddie Kyme                    | Bill Breeze                    |
| Dameneinzel  | Lilian Moran                  | Elizabeth Crayton             | Maureen Birse                  |
| Dameneinzel  | Lilian Moran                  | Elizabeth Crayton             | J. Scourfield                  |
| Herrendoppel | Barry Richardson Bill Breeze  | Eric Allwood Ashley Marshman  | Vic Flood Joe Benevides        |
| Herrendoppel | Barry Richardson Bill Breeze  | Eric Allwood Ashley Marshman  | Tom Crayton I. Cowie           |
| Damendoppel  | Elizabeth Crayton Jean Manton | Maureen Birse Lilian Moran    | H. Wilson Sue Holt             |
| Damendoppel  | Elizabeth Crayton Jean Manton | Maureen Birse Lilian Moran    | Coral Hankey J. Scourfield     |
| Mixed        | Barry Richardson Jean Manton  | Tom Crayton Elizabeth Crayton | Eric Allwood G. Foster         |
| Mixed        | Barry Richardson Jean Manton  | Tom Crayton Elizabeth Crayton | Ashley Marshman Helen Melville |

Anmerkungen
1. ↑  Für die Medaillengewinner sind auch andere Reihungen möglich, da laut Quellen mehrere Vizemeister bereits im Halbfinale unterlagen, dann jedoch das Finale bestritten. Eventuell gab es auch andere Turniermodi als den hier zugrunde gelegten k.o.-Modus, wie Jeder-gegen-jeden oder Punktspielrunden.